# Petter Råå
Petter Andersson Råå var en svensk bildhuggare verksam under 1700-talets förra hälft.

## Biografi
Petter Råå var son till bildhuggaren Anders Olsson Råå och Marna Råå och från 1709 gift med Anna Maria Nicolaidotter Rooth samt bror till bildhuggarna Alexander och Ola Råå. Han omtalas 1707 som bildhuggargesäll och blev 1709 borgare i Helsingborg. Hans tidigaste kända arbeten är två par ramar med Bilthuggeriwärck till skrifterna över Karl XI:s begravning och segern vid Narva som hängdes upp i Tolånga kyrka och Vanstads kyrka 1705. Han utförde en bibelpulpet för predikstolen i Helsingborgs kyrka 1708.